# Gridbase
Gridbase Limited, zuvor Chevron Cars Limited, war ein britisches Unternehmen im Bereich Automobile und ehemaliger Automobilhersteller.

## Unternehmensgeschichte
Roger Ivan Andreason gründete 1984 das Unternehmen Chevron Cars Limited. Er begann 1990 mit Hilfe von Scott Ellis Racing mit der Produktion von Automobilen und bot ab 1994 auch Kits an. Der Markenname lautete Chevron, genau wie beim ehemaligen britischen Rennwagenhersteller Chevron Cars. Timothy Edwin Colman wurde spätestens 1991 zweiter Direktor. 1998 endete die Automobilproduktion. Insgesamt entstanden etwa 13 Exemplare. Am 29. Mai 2007 wurde das Unternehmen in Gridbase Limited umbenannt und am 4. Dezember 2007 aufgelöst.
Als Standorte sind Piddletrenthide in der Grafschaft Dorset, bis 20. März 1992 Winchester in Hampshire, bis 16. August 2004 Hook in Hampshire und bis zum Schluss Sherborne in Dorset überliefert.

## Fahrzeuge
Erstes Modell war der B 16. Dies war eine Nachbildung des Chevron B 16. Die Basis bildete ein Semi-Spaceframe mit Monocoque und einigen Teilen aus Aluminium. Die geschlossene Karosserie bestand aus Fiberglas. Motoren von Cosworth mit 2000 cm³ Hubraum und 215 PS Leistung sowie V6-Motoren vom Alpine A 610 standen zur Auswahl. Zunächst stand nur das Komplettfahrzeug im Sortiment. Bis 1998 entstanden etwa drei Exemplare.
Zwischen 1992 und 1998 stand der B 8 im Angebot. Dieses Coupé war dem Chevron B 8 nachempfunden. Motoren kamen von Alfa Romeo und Ford. Komplettfahrzeuge kosteten ab 40.000 Pfund. Etwa acht Exemplare entstanden.
Ein gänzlich anderes Modell war der Pick-me-up. Die Basis bildete ein Stahlrohrrahmen. Darauf wurde eine Karosserie montiert, die aus Fiberglas und Aluminium bestand. Zur Wahl standen Pick-up sowie zwei- und viersitzige Strandwagen. Der Vierzylindermotor kam vom Mini Metro.